# 七夕 (朝鮮半島)
朝鮮半島的七夕（韩语：／ Chilseok ）是韓國以及朝鮮的传统节日，起源于中國古代的七夕节，和中國的七夕節一樣，也是在每年農曆的七月初七。七夕前後，氣溫逐漸下降，雨季逐漸開始的時期，在此期間的降雨被稱為「七夕水」。這段時間裡南瓜、黃瓜以及甜瓜開始豐收，人們常常向北斗七星祭祀油炸南瓜。